# George Ballard (Biograph)
George Ballard (* 1706 in Chipping Campden, Gloucestershire; † Juni 1755 in Oxford) war ein englischer Antiquar und Biograph, der durch sein Hauptwerk, Memoirs of British Ladies (1752) literarische Bedeutung erlangte, da hier erstmals im englischen Sprachraum eine gesammelte Würdigung von Schriftstellerinnen oder Förderinnen der Literatur veröffentlicht wurde.

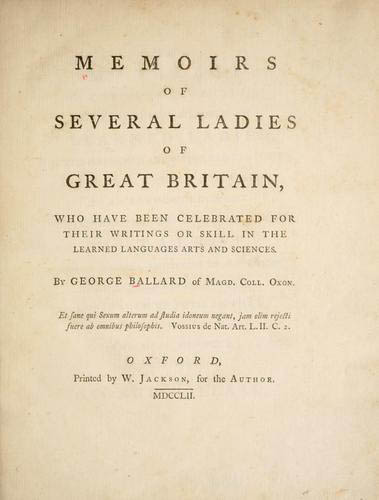
George Ballard: Memoirs of several ladies of Great Britain, who have been celebrated for their writings or skill in the learned languages, arts and sciences. 1752

## Leben
George Ballard wurde 1706 in Chipping Campden, Gloucestershire, geboren. Der Autodidakt brachte sich selbst die alte Sprache der Angelsachsen bei, während er in einem Geschäft arbeitete, das Reitkleidung verkaufte. Hier zog er durch die Vermittlung von Sarah Chapone, einer lokalen Angehörigen der Blaustrumpf-Bewegung, die Aufmerksamkeit von Elizabeth Elstob auf sich, die Angelsächsisch unterrichtete. John Howe, 2. Baron Chedworth und andere ortsansässige Gentlemen versahen ihn daraufhin mit einem Stipendium von 60 Pfund im Jahr, damit er nach Oxford ziehen konnte, um dort die Bodleian Library für seine Studien zu nutzen. Dr. Jenner stellte ihn als Bürokraft im Magdalen College der University of Oxford ein, wo er in der Folge auf einem administrativ-zeremoniellen Pedellposten als university beadle arbeitete. Darüber hinaus trat Ballard als Sammler und Händler antiquarischer Werke auf.
Ballard verstarb bereits im Alter von 49 Jahren und die einzige Publikation, die von ihm in Druck erschien, war Memoirs of several ladies of Great Britain, who have been celebrated for their writings, or skill in the learned languages, arts and sciences. Dieses großformatige Werk wurde durch Subskription veröffentlicht und war Mrs. Talbot aus Kineton, der Frau eines anglikanischen Klerikers, die Ballard bereits in frühen Jahren als Patronin unterstützt hatte, und Mary Delany gewidmet. Die erste Frau, die er in seinem Buch beschrieb, war Juliana of Norwich; die letzte Constantia Grierson (1704/5–1732). Dabei bedauerte er selbst es in seinem Vorwort sehr, wenn er manche Schriftstellerin, wie zum Beispiel Lady Mary Wroth, in Ermangelung von biographischen Daten aus seiner Sammlung ausschließen musste.
Die Literaturwissenschaftlerin Ruth Perry geht davon aus, dass sich Ballard stark mit den von ihm dargestellten weiblichen Persönlichkeiten identifizierte, da er aufgrund seiner Herkunft ebenso gesellschaftliche Restriktionen erfahren hatte wie jene Frauen aufgrund ihres Geschlechts. Daher betonte er deren geistige Leistungen, wo auch immer er sie vorfand. Darüber hinaus entwickelte Ballard nach Auffassung Margaret Ezells aufgrund seiner eigenen Erfahrung – sprich der Patronage durch wohlwollende Gentlemen und Gentlewomen der Oberschicht – ein Empfindungsmodell der literarischen Erziehung, nach dem die Ausbildung und Autorenschaft ein Projektziel der Ober- und Mittelklasse sei, entworfen zum Wohl des Schriftstellers und seines ihn umgebenden Zirkels, nicht aber gedacht für die Allgemeinheit. Des Weiteren seien Tugend und Bescheidenheit ausschlaggebend für den Erfolg von Schriftstellerinnen.
Ballard hinterließ eine große Manuskriptsammlung und seine aufschlussreiche Korrespondenz der Bodleian Library. In seinem regen Briefwechsel mit seiner Förderin Elizabeth Elstob warnte er diese davor, trotz ihrer finanziellen Schwierigkeiten und angegriffenen Gesundheit eine Anstellung unter der Würde einer Schulmeisterin – wie etwa einer Gouvernante oder der Leiterin einer Armenschule – anzunehmen.

## Schriften
- George Ballard: Memoirs of several ladies of Great Britain, who have been celebrated for their writings or skill in the learned languages, arts and sciences. Printed by W. Jackson, for the author, Oxford 1752. Digitalisat
- Ruth Perry (Hrsg.): George Ballard – Memoirs of several ladies of Great Britain, who have been celebrated for their writings or skill in the learned languages, arts and sciences. Wayne State University Press, Detroit 1985.

## Rezeption
George Ballards Memoirs of several ladies of Great Britain gehört aus heutiger Perspektive mit Biographium Faemineum (1766) und James Grangers A Biographical History of England (1769–1774) zu den wenigen innovativen historischen Arbeiten, die in der englischsprachigen Fachliteratur des 18. Jahrhunderts die Methode reflektieren, wie man den weiblichen Charakter in der Biographie darstellen kann. Granger ging dabei beispielsweise absteigend vom höchsten gesellschaftlichen bis hin zum niedrigsten vor, inklusive seiner allerletzten Kategorie „Ladies, and others, of the Female Sex, according to their Rank“. Ballard verwendete hingegen seine bewährten antiquarischen Methoden, indem er Detailinformationen über die gelehrten adeligen Damen seit dem 14. Jahrhundert ansammelte und damit die hagiographischen Traditionen der Heiligenlegenden aufbrach, die Frauen einzig und allein wegen der Verdienste ihrer Ehemänner betrachtete. In seinem Vorwort formulierte Ballard seine Ziele folgendermaßen: „to inform us of those particulars in their lives and manners which best deserve our imitation, and to transmit to posterity even those peculiar ties which afford us no inconsiderable entertainment.“
Als erste Quelle für die Biographien und Werke von Schriftstellerinnen und Literaturförderinnen des 18. Jahrhunderts ist Ballards Hauptwerk weiterhin eine wichtige Anlaufstelle.